# پاول تی. فرانکل
پاول تی. فرانکل (به آلمانی: Paul T. Frankl)؛ (زادۀ ۱۴ اکتبر ۱۸۸۶ میلادی – درگذشتۀ ۲۱ مارس ۱۹۵۸ میلادی) یک طراح و سازندهٔ مبلمان آرت دکو، معمار، نقاش و نویسندۀ اهل وین، اتریش، او پسر یک سفته‌باز املاک و مستغلات ثروتمند بود.

## زندگی‌نامه

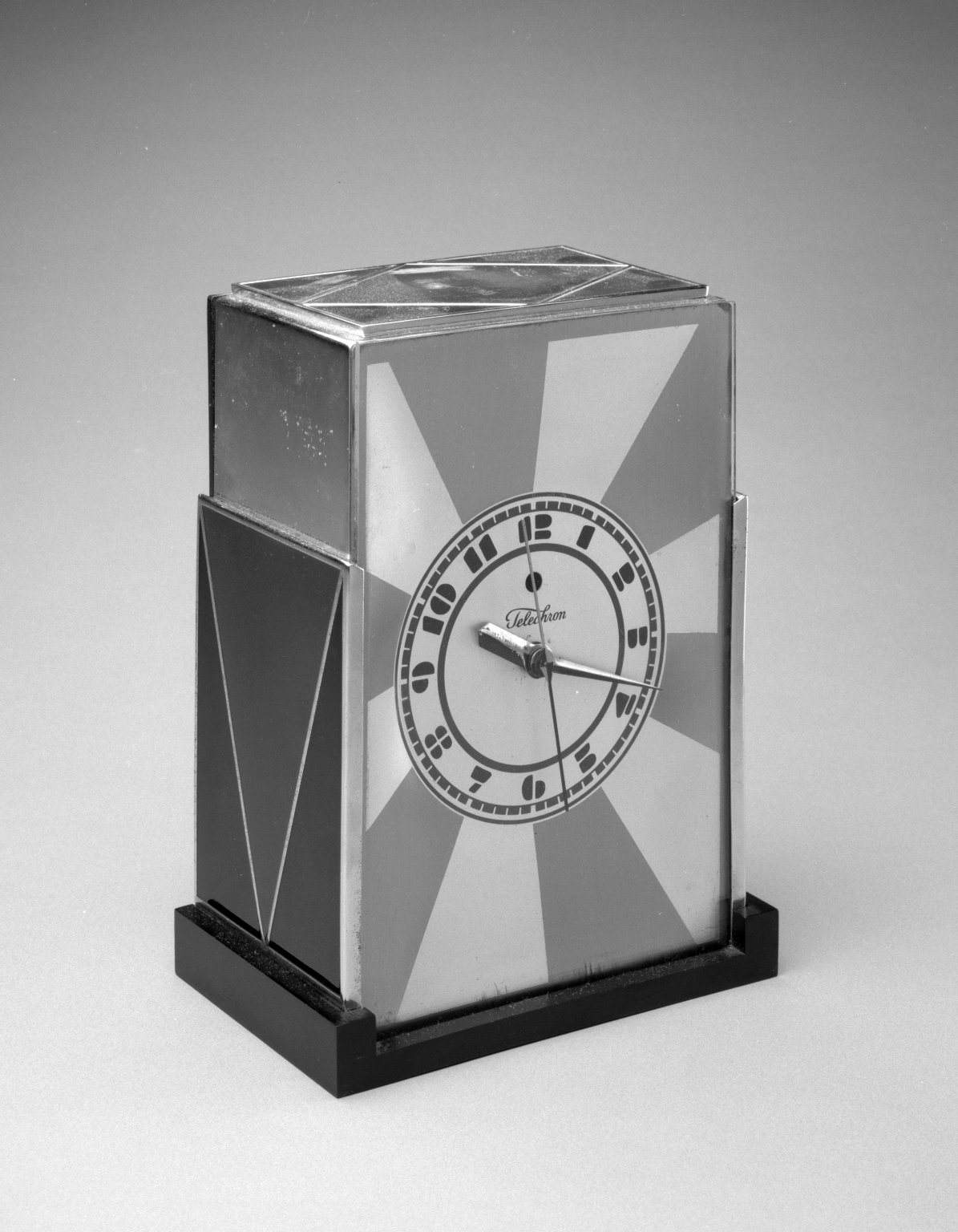
پاول تی. فرانکل، «ساعت»، اواخر دههٔ ۱۹۲۰ میلادی، موزهٔ بروکلین

پس از اینکه فرانکل تحصیلات خود را در زمینهٔ معماری در پلی‌تکنیک برلین به پایان رساند، قبل از ورود به ایالات متحدهٔ آمریکا در آوریل ۱۹۱۴ میلادی، زمانی را در برلین و کپنهاگ گذراند. او در شهر نیویورک اقامت گزید و چشم‌انداز تازه‌ای از خارجی‌ها و اشتیاق به ساختن زیبایی طراحی منحصر به فرد آمریکایی را با خود به ارمغان آورد. فرانکل به عنوان یک معمار شروع کرد و بعداً به طراحی و نقاشی هنرهای زیبا و مبلمان روی آورد. در سال‌های بین دو جنگ جهانی، او بیش از هر طراح دیگری به شکل‌گیری ظاهر متمایز مدرنیسم آمریکایی کمک کرد.

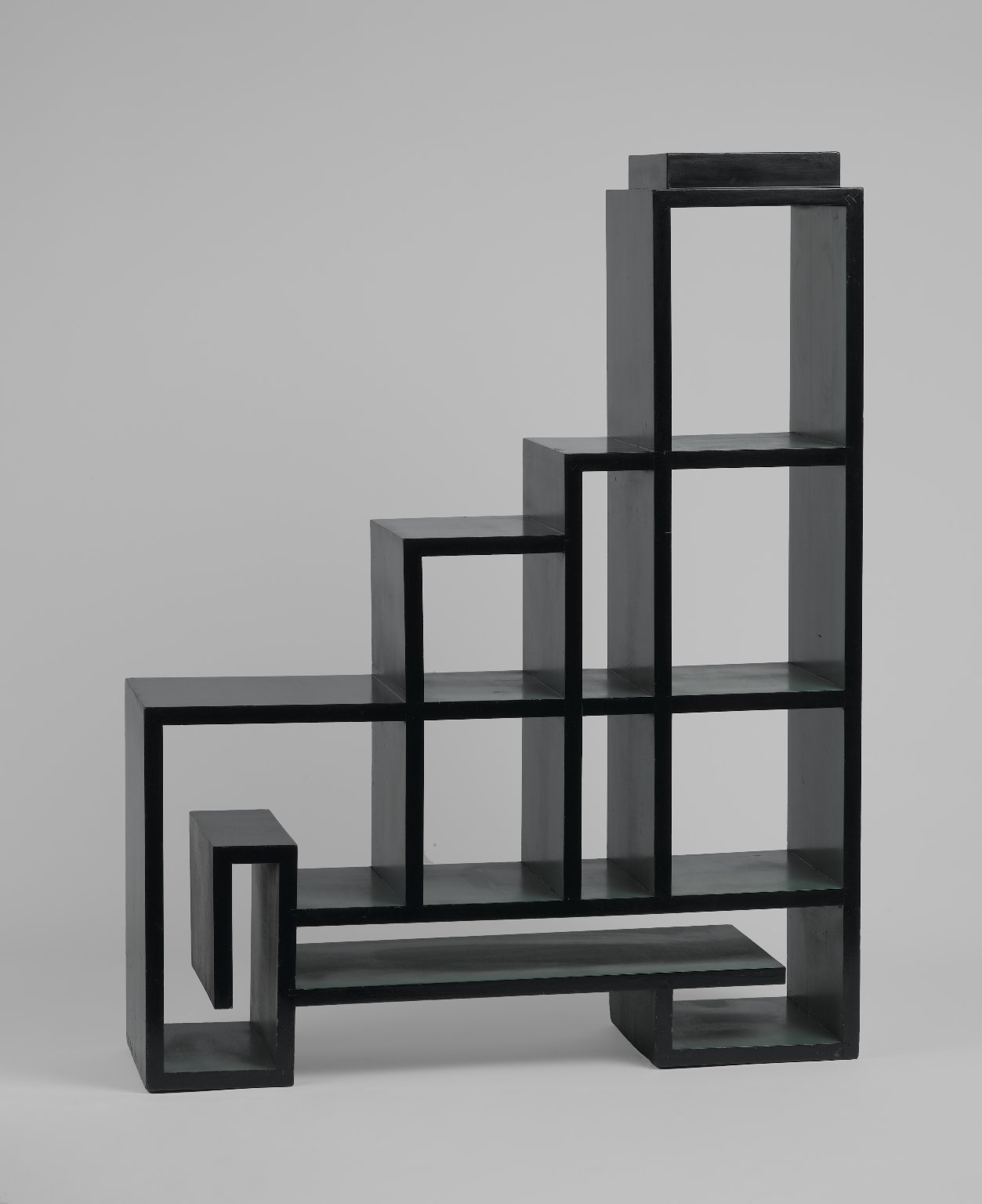
پاول تی. فرانکل، میز پله‌ «اسکای‌اسکریپر» (آسمان‌خراش)، اواخر دههٔ ۱۹۲۰ میلادی، موزهٔ بروکلین

در دهۀ ۱۹۲۰ میلادی، او سبک مشهور اسکای‌اسکریپر (آسمان‌خراش) خود را معرفی کرد (پیش از روی آوردن به مبلمان فلزی در دهۀ ۱۹۳۰ میلادی). فرانکل گالری‌های فرانکل را در خیابان ۴۸ افتتاح کرد و شرکت خود را به نام مبلمان اسکای‌اسکریپر (آسمان‌خراش) نامید که به کانون مدرنیسم آمریکایی تبدیل شد، از جمله پارچه‌های مدرن و کاغذ دیواری‌های وارداتی از اروپا.
نمایشگاه‌های هنری انفرادی او شامل نمایش آثار در گالری نودلر شهر نیویورک در سال ۱۹۳۱ میلادی و گالری استندال لس آنجلس در سال ۱۹۴۴ میلادی بود.
بعد از اینکه او بعداً به لس آنجلس نقل مکان کرد و یک گالری در رودئو درایو در بورلی هیلز افتتاح کرد، افراد مشهوری مانند فرد آستر، کری گرانت، کاترین هپبورن، والتر هیوستون و آلفرد هیچکاک مشتری او شدند.
فرانکل چندین کتاب و مقاله در مجله دربارهٔ سبک مدرن نوشت و سرسخت‌ترین طرفدار آن بود. او اتحادیۀ هنرمندان و صنعتگران تزئینی آمریکا (AUDAC) را در سال ۱۹۲۸ میلادی تأسیس کرد. او بعداً قطعات تولیدی را برای براون سالتمن کالیفرنیا و شرکت مبلمان جانسون گرند راپیدز طراحی کرد، که شامل استفاده اولیه از طرح‌های بایومورفیک و مواد جدید مانند روکش چوب‌پنبه‌ بود. سبک او به‌ طور مداوم تکامل یافته‌ است، از مبلمان اولیۀ اسکای‌اسکریپر (آسمان‌خراش) گرفته تا طرح‌های آرام و معمولی مورد علاقۀ نخبگان هالیوود در دهۀ ۱۹۳۰ میلادی تا قطعات تولیدی برای بازار انبوه در دهۀ ۱۹۵۰ میلادی. در سال ۱۹۳۴ میلادی به لس آنجلس نقل مکان کرد و در دانشگاه کالیفرنیای جنوبی و مؤسسۀ هنری شوینارد به تدریس پرداخت. کتاب‌های مستعمل و چاپ نشدۀ او به قیمت صدها دلار در کتابفروشی‌های برخط به فروش می‌رسند.
دختر او، پائولت فرانکل، هنرمند، نویسنده و عکاس است، و نوه‌اش، نیکلاس کونیگ، مدیر خلاق پارک‌های موضوعی و بازی‌های تعاملی است.

## کتاب‌ها
- «ابعاد جدید: هنرهای تزئینی امروز در کلمات و تصاویر»، ۱۹۲۸ میلادی.
- «فُرم و ری-فُرم: کتابچه راهنمای عملی دکوراسیون داخلی مدرن»، ۱۹۳۰ میلادی (تجدید چاپ ۱۹۷۵ میلادی).
- «اوقات فراغت ماشینی»، ۱۹۳۲ میلادی.
- «فضایی برای زندگی: دکوراسیون داخلی و طراحی خلاقانه»، ۱۹۳۸ میلادی.
- «اصول بنیادی تاریخ معماری»، لایپزیگ و برلین، ۱۹۱۴ میلادی.

## مجموعه‌ها
- موزۀ هنر بروکلین.[۱۰]
- موزۀ هنر مدرن سان فرانسیسکو.[۱۱]
- مؤسسۀ هنر شیکاگو.[۱۲]
- موزۀ هنر میلواکی.[۱۳]
- موزۀ هنر فیلادلفیا.[۱۴]
- موزۀ هنر متروپولیتن.[۱۵]